# Frank Gilbreth
Frank Bunker Gilbreth (Fairfield, 7 luglio 1868 – Montclair, 14 giugno 1924) è stato un ingegnere statunitense, un sostenitore e fautore del taylorismo e un pioniere degli studi di economizzazione del movimento.
Con la moglie e collaboratrice Lillian Moller Gilbreth, cercò di comprendere le abitudini lavorative degli impiegati dell'industria, per trovare un modo di aumentarne la produzione. Erano soci nella loro società di consulenza, Gilbreth Inc., il cui scopo principale era proprio lo studio di questi comportamenti.

## Biografia
Gilbreth fu un ricercatore prolifico che utilizzò spesso la sua grande famiglia e sé stesso come cavie nei suoi esperimenti. Le loro avventure sono affettuosamente raccontate nei dettagli nel libro, scritto dai figli Frank Jr. e Ernestine, pubblicato nel 1950, Sconto comitive (Cheaper by the Dozen). Più economico per la dozzina sarebbe il titolo originale, riferito al fatto che la famiglia comprendeva 12 figli, 6 maschi e 6 femmine, e che negli Stati Uniti c'è la consuetudine di applicare degli sconti se si acquistano 12 articoli. 
Esempio clamoroso, e infruttuoso, è quando uno dei figli deve essere operato alle tonsille e Frank fa in modo che l'intera operazione venga ripresa per poter studiare i movimenti del chirurgo: per un disguido la cinepresa non viene azionata, e pur di non perdere parte dello studio, egli stesso si sottopone a un intervento non necessario. Il libro è stato tradotto anche in un film nel 1950 (Dodici lo chiamano papà), con protagonisti Clifton Webb e Myrna Loy. Un altro film, nel 2003, interpretato da Steve Martin e Bonnie Hunt è una versione che segue molto lontanamente i fatti narrati nell'opera originale.
Gilbreth morì improvvisamente di un attacco di cuore, nel New Jersey mentre stava preparandosi per una conferenza sul suo lavoro. La sua attività venne di conseguenza proseguita con successo dalla moglie, che riuscì contemporaneamente a crescere la numerosa famiglia di 11 figli che erano a quel momento sopravvissuti al padre. Le avventure successive alla morte del padre sono narrate in un altro libro, scritto dagli stessi figli del precedente, e pubblicato nel 1952.
Il suo studio principale, Therblig (anagramma del suo cognome), fornì uno schema preciso per l'ottimizzazione dei tempi sul lavoro in 18 elementi.

## Opere scritte
- Studio sul movimento (1911, Motion Study)
- Studio sul movimento applicato (1917, Applied Motion Study)

In italiano si trovano pubblicate:
- Opere, F. Angeli, Milano, 1971

## Opere scritte su di lui
- Cheaper by the Dozen ISBN 006008460X